# Libwww
libwww(Library World Wide Web)는 유닉스와 윈도우에서 사용 가능한, 모듈 방식의 클라이언트 사이드 웹 API이다. libwww API의 참조 구현의 이름이기도 하다.
웹 브라우저, 편집기, 봇, 배치 도구를 포함한 다양한 크기의 응용 프로그램에 사용되고 있다. libwww과 함께 제공되는 플러그 가능한 모듈은 캐시, 파이프라인, POST, 다이제스트 인증, DEFLATE를 포함한 HTTP/1.1을 지원한다.
libwww의 목적은 프로토콜 실험을 위한 시험대의 역할을 함으로써 소프트웨어 개발자들이 쓸데없이 시간을 낭비하지 않게 하려는 것이다.
현대에는 libwww을 libcurl로 대체할 수 있다.

## 같이 보기
- CURL